# Пан Робот
Пан Робот або Містер Робот (англ. Mr. Robot) — американський психологічний серіал, створений Семом Есмейлом для USA Network, який транслювався з 24 червня 2015 по 22 грудня 2019 року.
Перший сезон дебютував у мережі USA Network 24 червня 2015 року, прем'єра другого сезону відбулася 13 липня 2016 року, а прем'єра третього сезону відбулася 11 жовтня 2017 року. Прем'єра четвертого та останнього сезону відбулася 6 жовтня 2019 року та завершилася 22 грудня 2019 року.
Пан Робот отримав схвалення критиків, зокрема, за гру Малека і Слейтера, його сюжет та візуал, а також саундтрек Мака Квейла. Есмейл отримав похвалу за режисуру серіалу, знявши три епізоди в першому сезоні, а потім став єдиним режисером до кінця шоу. Серіал отримав численні нагороди, включаючи дві премії «Золотий глобус», три премії «Еммі» та премію «Пібоді».

## Сюжет
Еліот — молодий програміст, який вдень працює інженером з кібербезпеки, а вночі — хакером-месником. Еліот виявляється на роздоріжжі, коли таємничий лідер підпільної групи хакерів завербовує його, щоб знищити корпорацію, яка найняла його захищати її. Через особисті переконання Еліот не впевнений, що хоче покласти на лопатки керівників міжнародних конгломератів, які, на його думку, керують світом і руйнують його.

## У ролях
- Рамі Малек ― Елліот Олдерсон, старший інженер з кібербезпеки компанії Allsafe Cybersecurity, хакер. Він страждає на дисоціативний розлад ідентичності та має справу з іншими психічними захворюваннями, такими як клінічна депресія і сильна тривога, які частково відповідальні за його антисоціальну поведінку та вживання наркотиків. Еліота в дитинстві зображують Ейдан Лібман (сезони 1–2), Алекс Бенто (сезон 3) та Еван Віттен (сезон 4).
- Карлі Чайкін ― Дарлін Олдерсон, молодша сестра Елліота, розробниця шкідливих програм і одна з хакерів fsociety.
- Порша Даблдей ― Анджела Мосс, подруга дитинства Елліота і співробітниця Allsafe, пізніше PR менеджер для E Corp. Мейбл Тайлер грає молоду Анжелу.
- Мартін Вальстрьом ― Тайрелл Веллік, спочатку амбітний старший віцепрезидент з технологій в E Corp, а потім член fsociety.
- Крістіан Слейтер — Пан Робот, повстанський анархіст, який вербує Елліота в підпільну гакерську групу під назвою fsociety; Едвард Олдерсон, батько Елліота.
- Майкл Крістофер — Філліп Прайс, генеральний директор E Corp.
- Стефані Корнеліуссен — Джоанна Веллік, дружина Тайрелла.
- Ґрейс Ґаммер — Домінік ДіП'єрро, польовий агент ФБР, який розслідує злом E Corp.
- Бредлі Вонг⁣ — Вайтроуз, транс-жінка, кібертерорист та голова Темної армії. Вайтроуз також працює як Чжи Чжан, міністр державної безпеки Китаю. Молодшу версію зіграв Курт Лі.
- Боббі Каннавале — Ірвінґ, продавець б/у автомобілів, який є помічником Темної армії.
- Елліот Віллар — Фернандо Віра, постачальник наркотиків для Шейли та єдиний постачальник субоксону для Елліота, який має унікальну небезпечну філософію та одержимий Шейлою, а пізніше Еліотом.
- Ешлі Аткінсон — Дженіс, балакуча таксидермістка та лаборантка Темної армії з особливим почуттям гумору.
- Френкі Шоу — Шейла Ніко.
- Глорія Рубен — Кріста Гордон.

## Українське озвучення
Українською мовою серіал озвучила студія «Гуртом». Озвучення передає англійське hacker та однокореневі слова через дзвінкий гортанний фрикативний, що студія пояснює унормуванням англійсько-українського транслітерування літери h.